# Evgraf Fiodorov
Evgraf Stepanovici Fiodorov (în rusă Евгра́ф Степа́нович Фёдоров, n. 22 decembrie 1853 - d. 21 mai 1919) a fost un matematician, mineralog și cristalograf rus.
La numai 16 ani a scris o monografie în domeniul cristalografiei, fiind întemeietorul acestei științe în țara sa.
În scrierile sale, a descris descoperirile și studiile referitoare la cele 230 de modalități distincte de cristalizare, fiecare reprezentând un grup finit de simetrii spațiale, denumite ulterior grupuri Feodorov.
În ultima parte a vieții, s-a ocupat în mod perseverent de Noua geometrie, căreia i-a descoperit numeroase aplicații practice (1907), în care sunt descrise numeroase probleme originale și care au constituit baza unor cercetări ulterioare.